# Minquan
Minquan  (en chino, 民权; pinyin, Mínquán; Wade-Giles, min ch'üan) es un condado  bajo la administración directa de la Prefectura Shangqiu en la Provincia de Henan, República Popular China.  Su área es de 1238 km² y su población total para 2020 superó los 740 mil habitantes. 

## Administración
A julio de 2025, el  Condado Minquan  se divide en 19 pueblos  administrados en 2 subdistritos, 11 poblados y 6 villas.

## Toponimia
El topónimo Minquan [/min-chuán/] significa "los derechos del pueblo".
En 1928, Feng Yuxiang, entonces gobernador de la provincia de Henan, tomando el concepto "derechos del pueblo" de los Tres Principios del Pueblo del Dr. Sun Yat-sen, estableció el Condado Minquan (民权县).